# Emmelia bethunebakeri
Emmelia bethunebakeri is een vlinder van de familie van de uilen (Noctuidae). De wetenschappelijke naam van deze soort is voor het eerst voorgesteld als Acontia bethunebakeri door Hermann Hacker, Albert Legrain en Michael Fibiger in een publicatie uit 2010.
De soort komt voor in Angola.